# Demetrio Madero
Demetrio Madero García (* 22. Dezember 1960 in San José del Valle, Nayarit) ist ein ehemaliger mexikanischer Fußballspieler, der zwischen 1980 und 1993 als Innenverteidiger für Chivas Guadalajara agierte.

## Karriere
Madero begann seine Fußballerkarriere 1978 in der zweiten mexikanischen Liga beim Chivas-Farmteam Club Deportivo Tapatío. Von 1980 bis 1993 war er beim Club Deportivo Guadalajara unter Vertrag und gewann mit diesem Verein in der Saison 1986/87 die mexikanische Fußballmeisterschaft.
In den späten 1980er und frühen 1990er Jahren war Madero die absolute Führungspersönlichkeit seines Vereins und auch Mannschaftskapitän. Eine Anekdote aus jener Zeit belegt, wie sehr er sich mit seinem Verein identifizierte und gleichzeitig dessen Stadtrivalen Club Atlas verachtete: denn als Mannschaftskapitän von Chivas verbot er seinen Mitspielern den Trikottausch mit den Atlas-Akteuren am Ende der Stadtderbys, weil er „mit diesen Strichern“ nichts zu tun haben wollte.
Obwohl er ein genialer Innenverteidiger war, wurde er nur zweimal in die Nationalelf berufen: beim Spiel gegen Polen (3:1) am 14. Februar 1989 in Puebla wurde er in der 26. Minute eingewechselt und am 21. Februar 1989 in Los Angeles gegen Guatemala (2:1) war er über die volle Distanz im Einsatz.
Seit 2002 war Madero als Trainer und Assistenztrainer bei verschiedenen mexikanischen Vereinen unter Vertrag.

## Erfolge
- Mexikanischer Meister: 1986/87

## Weblink
- ¡Gracias a todos, campeones! – inoffizielle Fanpage (Memento vom 11. Juni 2008 im Internet Archive) (spanisch)

| Personendaten    | Personendaten                               |
| ---------------- | ------------------------------------------- |
| NAME             | Madero, Demetrio                            |
| ALTERNATIVNAMEN  | Demetrio Madero García (vollständiger Name) |
| KURZBESCHREIBUNG | mexikanischer Fußballspieler                |
| GEBURTSDATUM     | 22. Dezember 1960                           |
| GEBURTSORT       | Nayarit                                     |